# Wiesenthal (Thuringe)
Wiesenthal est une commune allemande de l'arrondissement de Wartburg, Land de Thuringe.

## Géographie
Wiesenthal se situe au nord-est de la Rhön.
| Dermbach        | Urnshausen     |                |
|                 | Wiesenthal     | Roßdorf        |
| Neidhartshausen | Kaltennordheim | Hümpfershausen |

## Histoire
Wiesenthal est mentionné pour la première fois en 795 dans une donation pour l'abbaye de Fulda.